# Торре, Хосе Мария
Хосе Мария Торре Хьютт (исп. Jose Maria Torre Hutt) (4 ноября 1977, Мехико, Мексика) — известный мексиканский актёр, дизайнер одежды, фотомодель и продюсер, начавший карьеру в области моды с 5 лет. Рост — 170 см.

## Биография
Родился 4 ноября 1977 года в Мехико в многодетной семье (в семье родителей актёра родилось 11 детей — 5 мальчиков и 6 девочек), также у него есть брат Мариано и две сестры — Андреа и Фатима, которые также стали актёрами. Начал выходить в свет с пятилетнего возраста сначала в качестве фотомодели и актёра рекламных роликов, а в 1986 году дебютировал в мексиканском кинематографе и с тех пор снялся в 35 работах в кино и телесериалов. В 1989 году снялся в культовом мексиканском телесериале «Моя вторая мама» в роли Мануэля Хустино «Тино» (сына Хуана Мануэля и Ракель), который очень сильно переживал смерть своей матери и в одночасье стал мировой звездой после того, когда телесериал «Моя вторая мама» был продан во многие страны мира и в РФ. Роль Тино актёр сыграл блестяще, также в телесериале принял участие его брат Мариано — он сыграл роль Мигеля, родного брата-хулигана Летисии, у него 22 роли в кино. Актёр знаменит также и в другом направлении — 27 октября 2005 года вышла в свет линия одежды с его участием.

## Фильмография

### В качестве актёра

#### Телесериалы

##### Свыше двух сезонов
- 1985-2007 — Женщина, случаи из реальной жизни (17 сезонов; снялся в четырёх сезонах с 1997 по 2003 год)
- 2009 — XY. La revista (3 сезона) — Тони Эрнандес.

##### Televisa
- 1986-1990 — Отмеченное время — Себастьян.
- 1989 — Моя вторая мама — Мануэль Хустино «Тино».
- 1990 — Лицо моего прошлого — Роберто Эстрада (ребёнок).
- 1990 — Ничья любовь — Ричи.
- 1990 — Я покупаю эту женщину — Алехандро.
- 1993 — Бедные родственники — Луисито Сантос.
- 1994-1996 — Розовые шнурки — Даниэль Армендарес.
- 1996 — Марисоль — Даниэль «Данни» Линарес.
- 1996 — Ложь во спасение — Бенни.
- 1997-1998 — Шалунья — Тоньо.
- 1998 — Живу ради Елены — Хулио.
- 1998-1999 — Что происходит с нами?
- 1999-2000 — Обманутые женщины — Рикардо.
- 2000-2001 — Личико ангела — Леонель.
- 2000-2001 — Первая любовь — Бруно Бальдомеро Кано.
- 2001 — Злоумышленница — Альдо Хункера Брито.
- 2001-2002 — Страсти по Саломее — Хосе Армандо.
- 2004-2005 — Ставка на любовь — Луис Педраса.
- 2006 — Битва страстей — Анхель Вальтиерра.
- 2012-2013 — Корона слёз — Эдмундо Чаверо.
- 2013 — Сплетница:Акапулько — Федерико Сага.

### В качестве продюсера

#### Фильмы
- 2011 — Встречный ветер
- 2014 — Темнее ночи

## Телевидение

### Реалити-шоу
- Фактор страха (победитель)